# David Healy
David Jonathan Healy, MBE (n. 5 august 1979) este un fost fotbalist nord-irlandez și acum manager de fotbal care este responsabil la clubul NIFL Premiership Linfield.